# Marcus Danielsson
Marcus Danielson (sinh ngày 8 tháng 4 năm 1989) là một trung vệ  người Thụy Điển thi đấu cho Djurgårdens IF ở vị trí hậu vệ.
Vào ngày 10 tháng 5 năm 2018 anh thi đấu trong trận Djurgarden đánh bại Malmo FF 3-0 tại chung kết Cúp bóng đá Thụy Điển.

## Danh hiệu

### Câu lạc bộ
Djurgårdens IF
- Cúp bóng đá Thụy Điển: 2017–18